# Kiriłł Marczenko
Kiriłł Igoriewicz Marczenko, ros. Кирилл Игоревич Марченко (ur. 21 lipca 2000 w Barnaule) – rosyjski hokeista, reprezentant Rosji.

## Kariera
- Jugra Chanty-Mansyjsk U16 (2015-2016)
- Jugra Chanty-Mansyjsk U17 (2015-2017)
- Jugra Chanty-Mansyjsk U18 (2016/2017)
- Mamonty Jugry Chanty-Mansyjsk (2016-2018)
- Jugra Chanty-Mansyjsk (2018)
- SKA Sankt Petersburg (2018-)
  -  SKA-Niewa (2018-2020, 2021-)
  -  SKA-1946 Sankt Petersburg (2018-2019, 2020)
  -  SKA-Wariagi (2018/2019)

Wychowanek Ałtaja Barnauł. Karierę rozwijał w zespołach klubu Jugra Chanty-Mansyjsk, grając w zespołach w rozgrywkach juniorskich MHL i debiutując w seniorskich w KHL. Wiosną 2018 przeszedł do SKA Sankt Petersburg (wraz z nim przetransferowany Iwan Morozow). W grudniu 2019 przedłużył tam kontrakt o dwa lata.
W barwach juniorskich reprezentacji Rosji uczestniczył w turniejach mistrzostw świata do lat 18 w 2018, mistrzostw świata do lat 20 edycji 2019, 2020. Został zgłoszony w oficjalnym składzie Rosyjskiego Komitetu Olimpijskiego na turniej zimowych igrzysk olimpijskich 2022, ale ostatecznie został z niego wycofany i nie wystąpił.

## Sukcesy
Reprezentacyjne
- Brązowy medal mistrzostw świata juniorów do lat 20: 2019
- Srebrny medal mistrzostw świata juniorów do lat 20: 2020

Klubowe
- Pierwsze miejsce w Konferencji Wschód w sezonie zasadniczym MHL: 2018 z Mamontami Jugry Chanty-Mansyjsk
- Puchar Jedwabnego Szlaku – pierwsze miejsce w sezonie zasadniczym WHL: 2019 ze SKA-Niewa
- Pierwsze miejsce w Konferencji Zachód w sezonie zasadniczym MHL: 2019 ze SKA-1946 Sankt Petersburg
- Pierwsze miejsce w sezonie zasadniczym MHL: 2019 ze SKA-1946 Sankt Petersburg
- Brązowy medal MHL: 2019 ze SKA-1946 Sankt Petersburg
- Pierwsze miejsce w Dywizji Bobrowa w sezonie regularnym: 2020, 2021 ze SKA Sankt Petersburg
- Srebrny medal mistrzostw Rosji: 2020 (uznaniowo) ze SKA Sankt Petersburg

Indywidualne
- Mistrzostwa świata do lat 18 w hokeju na lodzie mężczyzn 2018/Elita:
  - Jeden z trzech najlepszych zawodników reprezentacji w turnieju[7]
- MHL (2018/2019):
  - Mecz Gwiazd MHL
- KHL (2019/2020):
  - Najlepszy pierwszoroczniak tygodnia: 18 listopada 2019, 2 grudnia 2019, 24 lutego 2020
  - Najlepszy pierwszoroczniak miesiąca: listopad 2019[8]